# Bumbacco Trophy
Bumbacco Trophy – nagroda przyznawana każdego sezonu zwycięzcy dywizji zachodniej Ontario Hockey League. Trofeum zostało nazwane od nazwiska Angela Bumbacco. Po raz pierwszy zostało przyznane w sezonie 1994–1995.

## Lista zwycięzców
- 2016–2017: Sault Ste. Marie Greyhounds
- 2015–2016: Sarnia Sting
- 2014–2015: Sault Ste. Marie Greyhounds
- 2013–2014: Sault Ste. Marie Greyhounds
- 2012–2013: Plymouth Whalers
- 2011–2012: Plymouth Whalers
- 2010–2011: Saginaw Spirit
- 2009–2010: Windsor Spitfires
- 2008–2009: Windsor Spitfires
- 2007–2008: Sault Ste. Marie Greyhounds
- 2006–2007: Plymouth Whalers
- 2005–2006: Plymouth Whalers
- 2004–2005: Sault Ste. Marie Greyhounds
- 2003–2004: Sarnia Sting
- 2002–2003: Plymouth Whalers
- 2001–2002: Plymouth Whalers
- 2000–2001: Plymouth Whalers
- 1999–2000: Plymouth Whalers
- 1998–1999: Plymouth Whalers
- 1997–1998: London Knights
- 1996–1997: Sault Ste. Marie Greyhounds
- 1995–1996: Detroit Whalers
- 1994–1995: Detroit Junior Red Wings